# Бутинець (озеро)
Бутинець — Озерце льодовикового походження в Українських Карпатах у Рахівському районі Закарпатської області в межах Карпатського біосферного заповідника у масиві Чорногора.

## Розташування
Розміщене серед стадіальних морен у котлі між горами Туркул і Ребра. Біля берега розташовані зарослі сосни сланкої — жерепу. Також поряд є декілька болітець.

## Фотографії

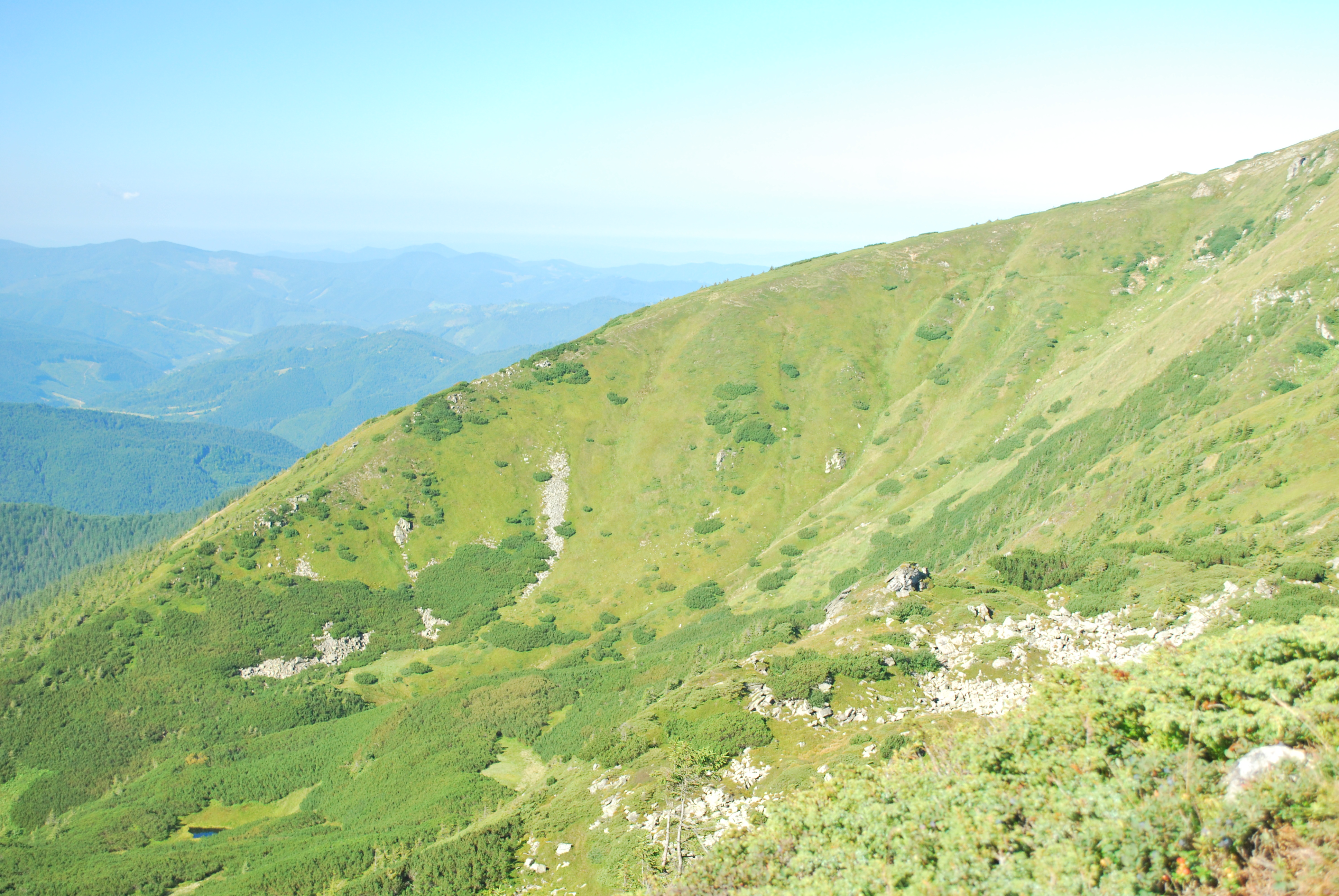
Долина озерця Бутинець
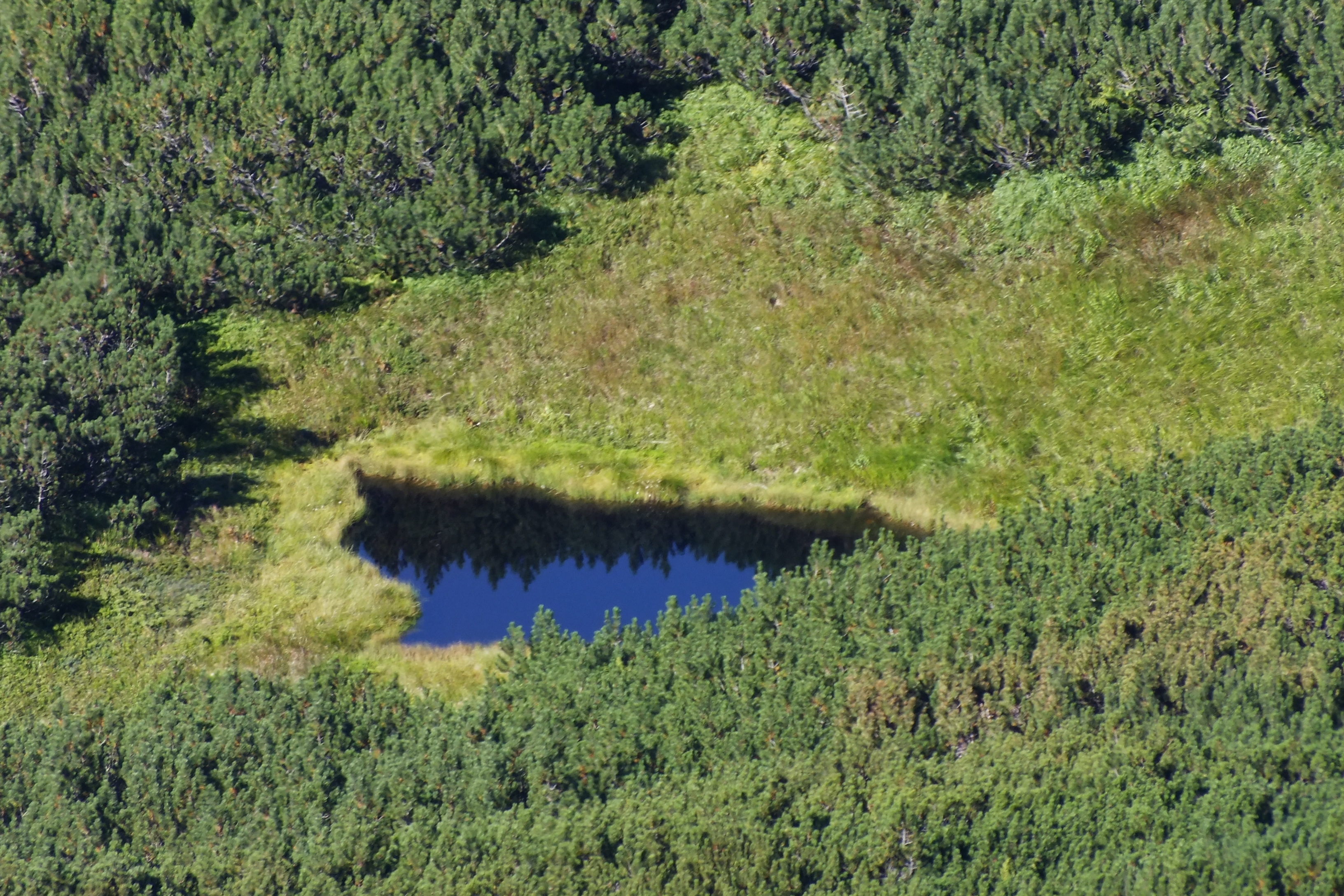
Озерце Бутинець